# 金子雄
金子 雄（かねこ ゆう、1996年9月14日 - ）は、日本の俳優、タレントである。
セントラルプロダクション所属。

## 出演

### テレビドラマ
- 木曜時代劇 柳橋慕情（2000年、NHK） - 幸太郎 役
- 大河ドラマ 北条時宗（2001年、NHK） - 幸寿丸 役
- 少年たち2（2001年、NHK） - 広川一（幼少） 役
- 伝説のマダム（2003年、日本テレビ） - 慎之介 役
- DRAMA COMPLEX 手の上のシャボン玉（2006年、日本テレビ） - 桜庭憲二 役
- きらきら研修医（2007年、TBS） - 向井慎一郎 役
- 愛の劇場 たのしい幼稚園（2001年、TBS）
- カバチタレ!（2001年、フジテレビ）
- 水曜劇場 ダイヤモンドガール（2003年、フジテレビ） - 耕太 役
- 女同士（2000年、フジテレビ） - 倉沢龍太 役
- 愛し君へ（2004年、フジテレビ） - 拓海 役
- 大好き!五つ子 2008（2008年、TBS） - サッカー少年B 役
- スシ王子!（2007年7月 -9月、テレビ朝日） - 一柳洋(成宮寛貴)幼少役

### その他のテレビ番組
- おはスタ（テレビ東京） - おはキッズレギュラー
- 週刊こどもニュース（2008年4月 - 2010年3月、NHK教育） - ゆう（長男）役
- タモリ倶楽部（テレビ朝日）
- こたえてちょーだい!（フジテレビ）
- どうーなってるの?!（フジテレビ）
- たけしの万物創世記（テレビ朝日）
- 幸せって何だっけ 〜カズカズの宝話〜（フジテレビ）
- 『ぷっ』すま（テレビ朝日）
- いつみても波瀾万丈（日本テレビ）
- 行列のできる法律相談所（日本テレビ）
- 情報スピリッツ（フジテレビ）
- びっくりハンター（フジテレビ）

### 映画
- デスノート2
- ご存じ!ふんどし頭巾!

### CM
- 講談社 テレビマガジン
- 小林製薬 トイレの消臭元
- JAL
- 永谷園
- バンダイ ガンダム
- ハウス食品冷しゃぶドレッシング

### VP
- 日本損害保障協会
- ベネッセコーポレーション

### 雑誌
- ミキハウス倶楽部
- 講談社「げんき」「おともだち」

### パンフレット
- カルちゃんランドセル

### ポスター
- JR東日本